# Stade d'Inverleith
Le Stade d'Inverleith (en anglais : Inverleith Sports Ground) est un stade de rugby à XV situé à Inverleith, quartier d'Édimbourg, en Écosse.
Ce stade a accueilli les rencontres de l'équipe nationale de rugby à XV d'Écosse entre 1899 et 1925.
Par ailleurs, Inverleith est toujours utilisé par le club amateur Stewart's Melville RFC.

## Histoire
En 1897, la Scottish Rugby Union (appelée alors Scottish Football Union), procède à l'achat de terrains à Inverleith, situés à l'extérieur du tissu urbain de la ville d'Édimbourg. L'équipe d'Écosse de rugby à XV disputait auparavant ses rencontres au stade de Raeburn Place, situé à environ un kilomètre (0,62 mi) plus au sud, en direction du centre-ville, qui était alors principalement un terrain de cricket et le stade des Accies d'Édimbourg.
La SRU est ainsi devenue la première des Home Unions à disposer de son propre terrain.
Le premier match sur le nouveau terrain a eu lieu le 18 février 1899, lors de la défaite de l'Écosse 9-3 face à l'Irlande dans le Tournoi britannique de rugby à XV 1899.
Des rencontres internationales ont été disputées à Inverleith, dont les premiers matchs à domicile de l'Écosse face à la Nouvelle-Zélande, en 1905, et la France, en 1910, et ce jusqu'au début des années 1920, lorsque la SRU, en raison de l'état du stade après la Première Guerre mondiale et du faible potentiel d'expansion dans un contexte de popularité croissante du sport, a décidé de déménager vers un nouveau site au Murrayfield Stadium, à l'ouest de la ville,.
Le dernier match international disputé sur ce terrain a vu une victoire de l'Écosse sur la France lors du Championnat des Cinq Nations de 1925 ; alors que la victoire face à l'Angleterre deux mois plus tard, vainqueur du tournoi avec un premier Grand Chelem, a été le premier match disputé sur le nouveau terrain de Murrayfield.
Pendant la Seconde Guerre mondiale, alors que Murrayfield était réquisitionné à des fins militaires, des matchs non-officiels y furent disputés.
De plus, l'équipe d'Écosse féminine de rugby à XV a ponctuellement disputé quelques rencontres à domicile dans ce stade à la fin du 20e siècle et au début du 21e siècle.
En ce qui concerne le rugby en club, le premier club résident d'Inverleith fut le Stewart's College FP, précurseur de l'actuel Stewart's Melville RFC qui y joue toujours, basé dans le club-house datant des années 1990 adjacent à la tribune d'origine. Les propriétaires, Stewart's Melville College, utilisent désormais d'autres terrains pour d'autres sports dans les environs.

## Emplacement
Le stade est situé sur Ferry Road (A902), l'une des routes majeures de la ville. L'école primaire de l'Académie d'Édimbourg est située à proximité. Le site se trouve dans la zone de conservation d' Inverleith.

## Rencontres internationales
| Date             | Compétition              | Équipe 1 | Équipe 2         | Score   | Affluence | Source |
| ---------------- | ------------------------ | -------- | ---------------- | ------- | --------- | ------ |
| 18 février 1899  | Tournoi britannique      | Écosse   | Irlande          | 3 – 9   |           |        |
| 4 mars 1899      | Tournoi britannique      | Écosse   | Pays de Galles   | 21 – 10 |           |        |
| 10 mars 1900     | Tournoi britannique      | Écosse   | Angleterre       | 0 – 0   |           |        |
| 9 février 1901   | Tournoi britannique      | Écosse   | Pays de Galles   | 18 – 8  |           |        |
| 23 février 1901  | Tournoi britannique      | Écosse   | Irlande          | 9 – 5   |           |        |
| 15 mars 1902     | Tournoi britannique      | Écosse   | Angleterre       | 3 – 6   |           |        |
| 7 février 1903   | Tournoi britannique      | Écosse   | Pays de Galles   | 6 – 0   |           |        |
| 28 février 1903  | Tournoi britannique      | Écosse   | Irlande          | 3 – 0   |           |        |
| 19 mars 1904     | Tournoi britannique      | Écosse   | Angleterre       | 6 – 3   |           |        |
| 4 février 1905   | Tournoi britannique      | Écosse   | Pays de Galles   | 3 – 6   |           |        |
| 25 février 1905  | Tournoi britannique      | Écosse   | Irlande          | 5 – 11  |           |        |
| 18 novembre 1905 | Test match               | Écosse   | Nouvelle-Zélande | 7 – 12  |           |        |
| 17 mars 1906     | Tournoi britannique      | Écosse   | Angleterre       | 3 – 9   |           |        |
| 2 février 1907   | Tournoi britannique      | Écosse   | Pays de Galles   | 6 – 3   |           |        |
| 23 février 1907  | Tournoi britannique      | Écosse   | Irlande          | 15 – 3  |           |        |
| 21 mars 1908     | Tournoi britannique      | Écosse   | Angleterre       | 16 – 10 |           |        |
| 6 février 1909   | Tournoi britannique      | Écosse   | Pays de Galles   | 3 – 5   |           |        |
| 27 février 1909  | Tournoi britannique      | Écosse   | Irlande          | 9 – 3   |           |        |
| 22 janvier 1910  | Tournoi des Cinq Nations | Écosse   | France           | 27 – 0  | 5 000     |        |
| 19 mars 1910     | Tournoi des Cinq Nations | Écosse   | Angleterre       | 5 – 14  | 25 000    |        |
| 4 février 1911   | Tournoi des Cinq Nations | Écosse   | Pays de Galles   | 10 – 32 |           |        |
| 25 février 1911  | Tournoi des Cinq Nations | Écosse   | Irlande          | 10 – 16 |           |        |
| 20 janvier 1912  | Tournoi des Cinq Nations | Écosse   | France           | 31 – 3  | 20 000    |        |
| 16 mars 1912     | Tournoi des Cinq Nations | Écosse   | Angleterre       | 8 – 3   | 25 000    |        |
| 23 novembre 1912 | Test match               | Écosse   | Afrique du Sud   | 0 – 16  |           |        |
| 1er février 1913 | Tournoi des Cinq Nations | Écosse   | Pays de Galles   | 0 – 8   |           |        |
| 22 février 1913  | Tournoi des Cinq Nations | Écosse   | Irlande          | 29 – 14 |           |        |
| 21 mars 1914     | Tournoi des Cinq Nations | Écosse   | Angleterre       | 15 – 16 |           |        |
| 7 février 1920   | Tournoi des Cinq Nations | Écosse   | Pays de Galles   | 9 – 5   |           |        |
| 28 février 1920  | Tournoi des Cinq Nations | Écosse   | Irlande          | 19 – 0  |           |        |
| 22 janvier 1921  | Tournoi des Cinq Nations | Écosse   | France           | 0 – 3   |           |        |
| 19 mars 1921     | Tournoi des Cinq Nations | Écosse   | Angleterre       | 0 – 18  |           |        |
| 4 février 1922   | Tournoi des Cinq Nations | Écosse   | Pays de Galles   | 9 – 9   |           |        |
| 25 février 1922  | Tournoi des Cinq Nations | Écosse   | Irlande          | 6 – 3   |           |        |
| 20 janvier 1923  | Tournoi des Cinq Nations | Écosse   | France           | 16 – 3  |           |        |
| 17 mars 1923     | Tournoi des Cinq Nations | Écosse   | Angleterre       | 6 – 8   |           |        |
| 2 février 1924   | Tournoi des Cinq Nations | Écosse   | Pays de Galles   | 35 – 10 |           |        |
| 23 février 1924  | Tournoi des Cinq Nations | Écosse   | Irlande          | 13 – 8  |           |        |
| 17 janvier 1925  | Tournoi des Cinq Nations | Écosse   | France           | 25 – 4  |           |        |